# Leszczyńska Góra
Leszczyńska Góra – niezalesiony szczyt o wysokości 461 m n.p.m., na Pogórzu Przemyskim, w pobliżu wsi Leszczyny.